# 蒼き狼 (小説)
『蒼き狼』（あおきおおかみ）は、井上靖の歴史小説。『文藝春秋』に1959年10月号から1960年7月号にかけて連載された。

## 概要
モンゴル帝国を築いた初代ハーンのチンギス・カン（成吉思汗、鉄木真）の生涯を描いた作品で、『天平の甍』よりはじまる一連の西域小説に属する。
あとがき「『蒼き狼』の周囲」によれば、井上靖は大学時代に当時のベストセラーである小谷部全一郎『成吉思汗ハ源義経也』（大正13年）と同著に対する史学者の反論を載せた「中央史壇」に触れ、戦後には那珂通世訳注『 成吉思汗実録』（『元朝秘史』、昭和18年）を入手し、チンギス・カンに関心を持ち、資料を集めて構想をはじめたという。執筆した時点では、モンゴルに行ってはいなかった。
1980年のテレビ朝日のドラマ『蒼き狼 成吉思汗の生涯』の原作となっている。

## 大岡昇平によるテキスト批判
大岡昇平は雑誌「群像」の連載文芸時評『常識的文学論』（1961年1月号～12月号、のちに1962年1月、講談社より単行本化される）第一回の連載より数度にわたってこの作品を批判している。
論旨は『元朝秘史』の記述をもとに、「狼」を「頭口（明初の俗語で「家畜」の意）を害う狼」とすべきところを、井上靖は「頭を害う山犬」とする（故意に真意を歪めた解釈をしている）など、蒙古民族の狼に関する解釈と違うもので物語を作っており、その他の例を含めて「昭和三十年代の歴史小説家が、どんなに非歴史的な粗雑な頭の持ち主だったかの記録として、後世に残るであろう」（成吉思汗の秘密）としている。